# Западне покрајине
Западне покрајине (буг. Западни покрайнини), односно Западне бугарске покрајине (буг. Западни български покрайнини) је политички термин који се појавио у Краљевини Бугарској после Првог светског рата за обележавање територија које је Бугарска Нејским мировним уговором уступила новоформираној Краљевини Срба, Хрвата и Словенаца, будућој (од 1929. године) Југославији.
Данас ове територије представљају део интегритета суверених држава Републике Србије и Републике Северне Македоније, који Република Бугарска не оспорава.

## Област
Наведена територија износи 1.545 km² у саставу данашње Србије (Димитровград, Босилеград и мањи делови општина Бабушница, Сурдулица, Пирот и Зајечар), и 1.028 km² у саставу данашње Северне Македоније (Струмица).
Територија уступљена Србији обухватала је делове тадашњих бугарских округа: Ћустендилског (660,8 km²), половина Царибродског (417,9 km²), Трнског (277,9 km²), Кулског (171,9 km²) и Видинског (16,7 km²).

## Историја
Ови крајеви су били део средњовековне бугарске и византијске, као и српске државе.
Године 1189. Стефан Немања осваја ову област од Византије, која већ следеће године бива враћена под византијско окриље. Године 1195. ове области од Византије осваја бугарски владар Јован Асен I. Педесет година након тога, простор Западних покрајина осваја византијски цар Јован III Дука Ватац 1246. године, и византијска власт врши управу над њима све до 1282. године, када краљ Милутин осваја Велбужд и огромне делове данашње Северне Македоније.
Српска власт се над овим територијама задржава 113 година, све до 1395. када смрћу српског деспота Константина Дејановића његова област са средиштем у Велбужду пада под турску власт. Власт над Знепољем (Клисура у Републици Србији и Трн у Републици Бугарској) и Димитровградом обнавља српски деспот Стефан Лазаревић 1413. године, да би касније исто потпало поново под Турке, уз повремена српска ослобађања.
Током Првог српског устанка становништво Знепоља и Крајишта се под вођством Хајдук Апостола и других локалних устаничких вођа дизало на буну против Турака. Касније се у периоду од 1833. до 1850. десило неколико устанака који су обухватали целу ову област и имале изразито српски карактер, од којих је у српској историографији озбиљније проучена једино Нишка буна.
Током српско-турских ратова српска војска и локални добровољачки одреди на челу са Симом Соколовићем су, осим Западних покрајина, ослободили и велике делове данашње бугарске државе. И поред тога што је становништво ових крајева својим бројним молбама и народним представницима исказало недвосмислену жељу за прикључење својих крајева Кнежевини Србији, на Берлинском конгресу су ове области припале новоствореној бугарској кнежевини. Територије око Босилеграда српска војска већ 1878. препушта руско-бугарским властима, док се области око Димитровграда, Трна и Брезника и других суседних области задржавају као део српске државе све до 1879.
Ове области биле су део Бугарске наредних четрдесет година, када се Нејским уговором поново враћају у окриље српске државе.

## Демографија
Становништво ових крајева је све до Берлинског конгреса имало српски карактер., а затим је крајем 19. и почетком 20. века усвојило бугарску, а након 1945. и македонску националну свест, с обзиром на историјске околности и државне оквире у којима су се налазили делови ових територија. Тако да се данас велики проценат становништва Општина Димитровград и Босилеград декларише као Бугари (~66%), док се већина становништва Општине Струмица декларише као Македонци (~91.9%).

## Контроверза
Термин „Западне покрајине“ је готово непознат у Србији и потпуно непознат у свету, а углавном га користе бугарски националисти и служи за унутрашње-политичка питања на бугарској политичкој сцени. У Бледском споразуму из 1947. године између Тита и Георгија Димитрова поменуте су Западне покрајине, међутим то је било у јеку Стаљиновог инсистирања на стварању Балканске федерације коју би чиниле Југославија (са Албанијом) и Бугарска, али је та идеја пропала после резолуције Информбироа из 1948. године.
Од тада званична Софија није више користила термин „Западне покрајине“ у комуникацији са Београдом јер називати део суверене државе својом покрајином представљало би очигледан пример територијалне аспирације, као када би немачка или руска влада називали својим западним покрајинама Алзас (Француска) или Пољску (примера у европској историји је безброј). Међутим, у бугарској унутрашњој политичкој и друштвеној комуникацији, термин је остао у употреби.